# Рожин, Василий Павлович
Васи́лий Па́влович Ро́жин (7 января 1908, д. Быково, Вологодская область, Российская империя —1986, Ленинград, СССР) — советский философ и социолог, специалист в области теории диалектики и социальной философии. Доктор философских наук, профессор. Декан философского факультета ЛГУ с 1960 по 1969 годы.

## Биография
Родился в д. Быково Вологодской области.
В 1929 году окончил рабфак.
В 1929—1932 годах учился на философском факультете МИФЛИ.
С 1931 года преподавал и вёл научную работу в вузах.
В 1941 году окончил исторический факультет Московского педагогического института имени В. И. Ленина.
В 1949—1953 годах преподавал в Высшей партийной школе, затем проректор МГУ имени М. В. Ломоносова по заочному отделению. Позже преподавал в ЛГУ имени А. А. Жданова.
С 1960 по 1969 годах — декан философского факультета Ленинградского университета. Способствовал открытию отделения научного коммунизма, а также кафедр исторического материализма, этики и эстетики, современной зарубежной философии и социологии.
В 1965 году в Ленинградском университете создал Научно-исследовательский институт комплексных социальных исследований (НИИКСИ).
В 1967—1979 годах — заведующий кафедрой диалектического и исторического материализма философского факультета Ленинградского университета.

## Научные труды
- Рожин В. П. Марксистско-ленинская диалектическая логика. Л., 1956;
- Рожин В. П. Марксистско-ленинская диалектика как философская наука. Л., 1957;
- Рожин В. П. Предмет и структура марксистско-ленинской философии. Л., 1958;
- Рожин В. П. Предмет марксистско-ленинской философии. Л., 1958;
- Рожин В. П. Коммунизм и личность. Л., 1962;
- Рожин В. П. Введение в марксистскую социологию Л., 1962;
- Рожин В. П. Введение в теорию научного коммунизма. Л., 1963;
- Рожин В. П. Пути формирования научного мировоззрения. Л., 1965;
- Рожин В. П. Марксистско-ленинская социология как наука М., 1967;
- Рожин В. П. Марксистско-ленинская философия как наука. М., 1968;
- Рожин В. П. Проблема законов в марксистской социологической теории. М., 1970;
- Рожин В. П. Философия и её роль в жизни общества. Л., 1973;
- Рожин В. П. Диалектика социальных процессов. М., 1974;
- Рожин В. П. Методика преподавания философии. М., 1975;
- Рожин В. П. Материалистическая диалектика как теория развития. [В соавт.]. Л., 1982.